# Micrapate kiangana
Micrapate kiangana är en skalbaggsart som beskrevs av Pierre Lesne 1935. Micrapate kiangana ingår i släktet Micrapate och familjen kapuschongbaggar. Inga underarter finns listade i Catalogue of Life.